# كنيسة سوداء

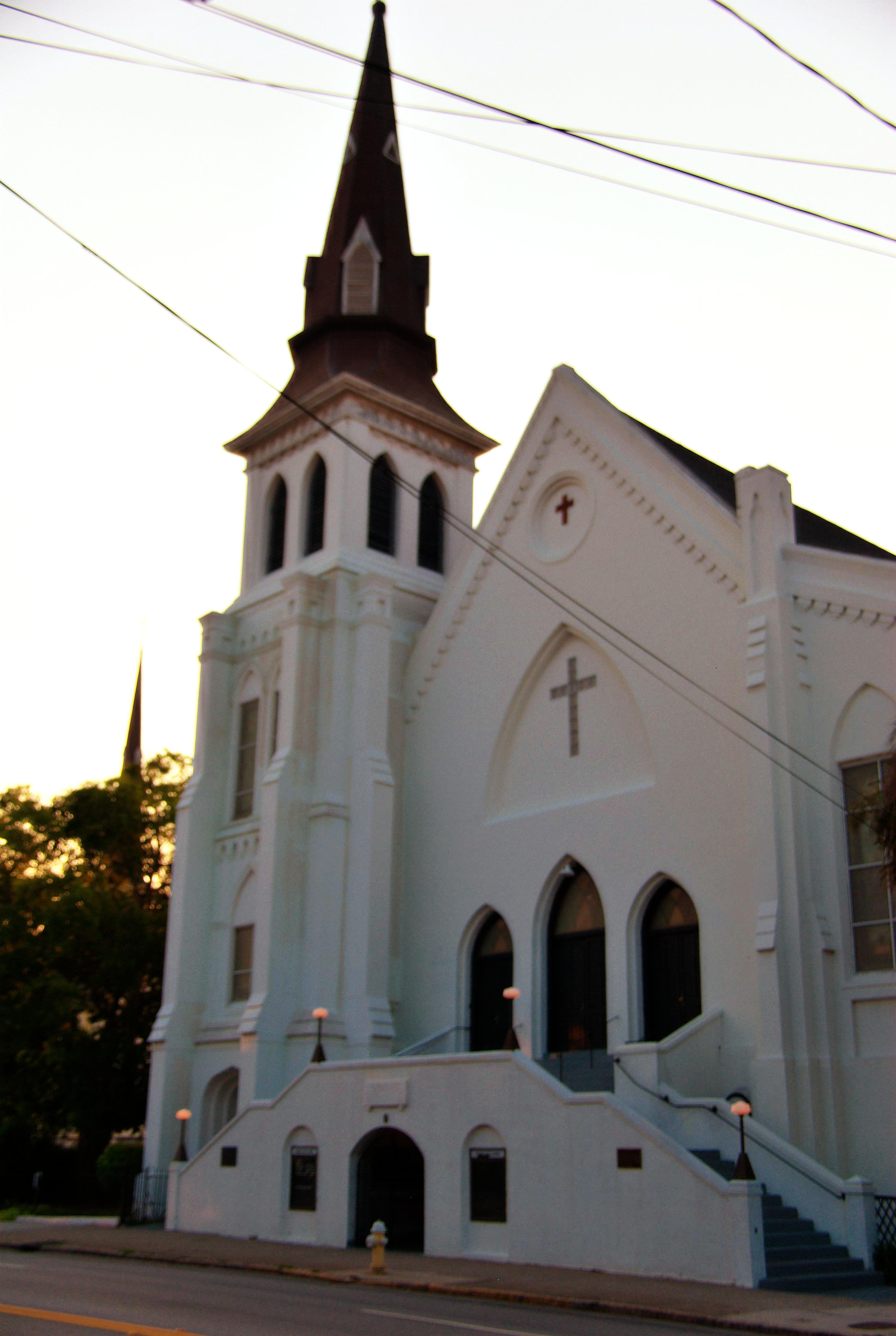
كنيسة إيمانويل الأسقفية الميثودية الأفريقية؛ من أقدم كنائس السود في الولايات المتحدة.

الكنيسة السوداء أو الكنيسة الأفريقية الأمريكية تشير إلى الكنائس البروتستانتية المسيحية التي تخدم في الوقت الراهن أو تاريخيًا التجمعات الدينية التي تقطنها أغلبية من أمريكيون من أصول أفريقية في الولايات المتحدة. في حين أن بعض كنائس السود ينتمون إلى طوائف ذات أغلبيّة من أصول أفريقية، مثل كنيسة الأسقفية الميثودية الأفريقية، العديد من الكنائس السوداء هي أعضاء في طوائف ذات غالبية بيضاء، مثل كنيسة المسيح المتحدة. ولا تعتبر «الكنيسة السوداء» كنيسة منفصلة من ناحية المعتقدات والممارسات؛ فهي تصنّف ضمن الكنائس البروتستانتية، ولكن انفصالها جاء على أساس عِرقي؛ إذ إنها الكنيسة التي خدمت ولا تزال في المناطق والأحياء التي تقطنها غالبية من الأمريكيين الأفارقة.
تأسست أكثر التجمعات والكنائس السوداء قبل عام 1800 من قبل السود الأحرار - على سبيل المثال، فيلادلفيا، بنسيلفانيا وسافانا، جورجيا وبطرسبرغ، فرجينيا. أقدم كنيسة معمدانية سوداء تتواجد في ولاية كنتاكي، وهي ثالث أقدم الكنائس في الولايات المتحدة، حيث تأسست في حوالي سنة 1790.
بعد أن أُبطلت العبودية، وبسبب سياسية التفرقة العنصرية في كل من الشمال والجنوب الأمريكي، منع الأمريكيين من أصل أفريقي من العبادة في نفس الكنائس البيضاء خاصًة في الجنوب. هذه الكنائس الجديدة خلقت مجتمعات وممارسات عبادة متميزة ثقافيًا عن الكنائس الأخرى، بما في ذلك شكلًا فريدًا من دمج الثقافة المسيحية مع التقاليد الروحية الأفريقية.
استمر هذا التقليد من العبادة خلال أواخر القرن التاسع عشر وما زال مستمر حتى يومنا هذا على الرغم من تراجع سياسية التفرقة العنصرية في الولايات المتحدة. أصبحت الكنيسة الأفريقية الأمريكية منذ فترة طويلة المركز الاجتماعي للأمريكيون الأفارقة، إذ أقامت شبكة من المدارس في السنوات الأولى بعد الحرب الأهلية، وقامت في وظائف متنوعة مثل الرعاية الاجتماعية، وتوفير الحاجة للمعوزين، وإنشاء المدارس ودور الأيتام. ونتيجة لذلك، أضحت كنائس السود منظمات قوية في المجتمع الأفريقي الأمريكي وتصدرت القيادة الروحية والسياسية، خصوصًا خلال حركة الحقوق المدنية.
وفقاً لباحثين لعبت الكنائس ذات الغالبية السوداء في القرنين التاسع عشر والعشرين أدوارًا مهمة في المجتمع الأميركي الأفريقي خارج نطاق الدين. في فترة منع التمييز فيها السود من الوصول إلى مختلف المرافق العامة، قدمت العديد من الكنائس السوداء برامج تدريب وظيفي، وتعاونيات تأمين، ومكتبات متداولة، ونوادي رياضية. كانت من بين الأماكن الوحيدة التي يُمكن للسود أن يتولوا فيها القيادة العامة أو شبه العامة. اكتسب الرجال مكانة بارزة كقساوسة، في حين أن النساء غالبًا ما يترأسن لجانًا كنسية ومنظمات تقدم خدمات اجتماعية محليًا أو تدافع عن قضايا.